# 国師
国師（こくし、くす）は、高僧に対して皇帝（朝廷）から贈られる諡号の1つであり、特に皇帝の師への尊称である。
僧侶に贈られる諡号としては、他にも大師号、禅師号などがある。
中国では、北宋初の賛寧による『大宋僧史略』巻中「国師」によれば、北斉の法常に国師号が贈られたのが最初であるとする。また、陳隋の頃には、天台智顗を国師と号していた。唐代に入ると、禅宗の北宗六祖の神秀を国師とした。憲宗の元和年間には、知玄を悟達国師とした、という例を挙げている。
また日本では奈良時代に1国（地方行政単位）ずつに国師を置き、それぞれの国の仏教行政を統括させた。

## 中国の国師号
- 康蔵国師 - 法蔵（643- 712）華厳学の大成者。
- 大証国師 - 南陽慧忠（？- 775）禅僧。慧能の弟子。代宗の師。
- 清涼国師 - 澄観（738- 839）華厳、禅、天台の思想統一を図る。圭峰宗密の師。代宗、徳宗、順宗、憲宗、穆宗、敬宗、文宗の師。
- 大達国師 - 無業（760- 821）禅僧。馬祖道一の弟子。

## 朝鮮の国師号
- 大聖和静国師 - 元曉（617 - 686）薛聡の父、通仏教を提唱して新羅の仏教思想を融合させた。
- 景徳国師 - 爛圓（? - ?）大覚国師の師匠。
- 大覚国師 - 義天（1055- 1101）天台宗の開祖、文宗と仁睿王后の四男、律、華厳、禅を兼修。国清寺開山。
- 佛日普照国師 - 知訥（1158 - 1210）曹渓宗の開祖、定慧社開山。
- 普覚国師 - 一然（1206 - 1289）三国遺事の著者、麟角寺開山。
- 真覚国師 - 慧諶（1178 - 1234）佛日普照国師の後継者。
- 圓證国師 - 普愚（1301 - 1382）臨済宗の開祖、禅教一体論を主張して仏教と儒教を融合させようと思った。太古寺開山。

## 日本の国師号

### 浄土宗
- 大紹正宗国師 - 弁長（1162- 1238）浄土宗の第二祖。鎮西派の祖。聖光房。
- 普光観智国師 - 慈昌（1544- 1620）増上寺12世。徳川家康の帰依を受ける。

#### 浄土宗西山派
- 鑑智国師 - 証空（1177- 1277）浄土宗西山派の祖。善恵房。ほかに弥天国師の国師号を勅諡されている。

### 臨済宗
- 千光国師 - 明菴栄西（1141- 1215）臨済宗開祖 東山建仁寺。
- 聖一国師 - 円爾（弁円）（1202- 1280）東福寺開山。
- 法燈国師 - 心地覚心（1207年- 1298年）臨済宗妙心寺派 安養寺（信州佐久）開山。
- 聖光国師 - 慈雲妙意（1274- 1345）摩頂山国泰寺開山。
- 夢窓国師/正覚国師/心宗国師/普済国師/玄猷国師/仏統国師/大円国師 - 夢窓疎石（1275- 1351）南禅寺住職。天龍寺開基。恵林寺開山。造園家としても著名。夢窓をはじめとする７つの国師号を歴代天皇から贈られ、七朝帝師と呼ばれる。
- 正燈国師/興禅大燈国師（大燈国師） - 宗峰妙超（1282- 1337）大徳寺開山。26歳で印可を受けるが、その後20年間、京都で乞食行をする。正燈・興禅大燈という2つの国師号を後醍醐・花園の両天皇から贈られる。
- 大明国師 - 無関普門（1212- 1291）南禅寺開山。東福寺3世。ほかに仏心禅師の禅師号を勅諡されている。円爾弁円の弟子。
- 円満常照国師 - 無学祖元（1225- 1286）北条時宗が蘭渓道隆の後任として宋から招いた。円覚寺開山。門派は仏光派といわれ、弟子に応供広済、孫弟子に夢窓疎石。
- 円通大應国師 - 南浦紹明（1235- 1308）宗峰妙超の師。建長寺で蘭渓道隆に師事。禅に参加の後、25歳で中国に渡る。後年、博多の崇福寺に止住。高峰顕日とともに、天下の二大甘露門といわれた。
- 応供広済仏国国師 - 高峰顕日（1241- 1316）後嵯峨天皇の第三皇子。雲巌寺の開山。無学祖元に師事。のち鎌倉の浄妙寺、万寿寺、浄智寺、建長寺などに歴住。南浦紹明とともに、天下の二大甘露門といわれた。
- 弘済国師 - 一山一寧（1247- 1317）慈雲寺の開山。元は元寇での日本遠征に失敗すると、仏法をもって平和的に服属させようと企図し、一山を日本に派遣した。南禅寺3世。
- 本覚国師 - 虎関師錬（1278- 1346）一山一寧に学び、僧伝を中心にした仏教書『元亨釈書』を著した。
- 本有円成国師/仏心国師/覚照国師/大定聖応国師/光徳勝妙国師/自性天真国師/放無量光国師 - 関山慧玄（1277- 1360）妙心寺開山。無相大師。宗峰妙超に師事。
- 国済国師/三光国師 - 孤峰覚明（1271- 1361）会津出身。比叡山で禅を修める。1311年に元に渡る。帰国後、後醍醐天皇より国済国師の号を賜った。その後、後村上天皇より三光国師の号を賜った。
- 正燈国師 - 寂室元光（1290- 1367）瑞石山永源寺開山。
- 知覚普明国師 - 春屋妙葩（1311- 1388）相国寺第2世で事実上の開山。夢窓疎石に師事。
- 聖鑑国師 - 無文元選（1323- 1390）深奥山方広寺開山。
- 仏慧正続国師　- 鄂隠慧奯（1357- 1425）五山文学の作者で有名。
- 仏徳広通国師　- 悟渓宗頓（1416- 1500）
- 大聖国師 - 古嶽宗亘（1577- 1626）大徳寺大仙院開祖。
- 大通智勝国師 - 快川紹喜（- 1582）乾徳山恵林寺。「心頭滅却すれば火もまた涼し」の句は有名。
- 大円宝鑑国師 - 愚堂東寔（1577- 1661）正法山妙心寺開祖。
- 大宝円鑑国師 - 春屋宗園（1529- 1611）大徳寺三玄院開祖。
- 円照本光国師 - 以心崇伝（1592- 1633）江戸初期に幕府に仕え黒衣の宰相と呼ばれる。
- 普光国師 - 沢庵宗彭（1573- 1645）大徳寺住持。徳川家光の師。1637年に後水尾天皇から天應大現国師を宣下されるが固辞。
- 正宗国師 - 白隠慧鶴（1685- 1768）臨済宗中興の祖。和製公案を多数作成。妙心寺首座。

### 曹洞宗
- 佛性伝東国師 - 道元（1200- 1253）曹洞宗の開祖。承陽大師。永平寺開山。
- 道光普照国師 - 孤雲懐奘（1198- 1280）曹洞宗の教義普及に尽力。永平寺2世。
- 弘徳圓明国師 - 瑩山紹瑾（1268- 1325）曹洞宗を日本全国に広めた中興の祖。總持寺開山。

### 黄檗宗
- 大光普照国師/仏慈広鑑国師/径山首出国師/覚性円明国師 - 隠元（1592- 1673）黄檗宗の開祖。真空大師、華光大師、厳統大師。

### 華厳宗
- 示観国師 - 凝然（1240- 1321）東大寺戒壇院の長老。華厳宗の学匠で『八宗綱要』等多数の著作がある。